# In My Blood (The Veronicas)
In My Blood è un singolo del duo musicale australiano The Veronicas, pubblicato il 10 giugno 2016 come primo estratto dal quarto album in studio Godzilla.

## Descrizione
Il brano è stato scritto dalle stesse The Veronicas insieme a Anthony Egizii e David Musumeci, mentre la produzione è stata curata da questi ultimi con lo pseudonimo di DNA Songs.
Lisa e Jessica Origliasso hanno dichiarato in un'intervista di essersi ispirate alla cantante Kylie Minogue per la realizzazione delle sonorità del brano.

## Video musicale
Il video musicale del brano, diretto da Sasha Samsonova, ha debuttato a The Voice Australia il 26 giugno 2016, nel periodo in cui le The Veronicas stavano collaborando con la trasmissione. Il video è stato caricato sul canale Vevo e YouTube del duo il giorno successivo. 
La clip mostra le due sorelle in abiti e capelli rossi mentre distruggono una stanza, anch'essa di colore rosso.

## Tracce
Download digitale
1. In My Blood – 3:20 (Jessica Origliasso, Lisa Origliasso, Anthony Egizii, David Musumeci)

## Successo commerciale
Il singolo debutta alla 26ª posizione della classifica australiana, arrivando in cima alla stessa per due settimane consecutive, diventando il terzo brano del duo al vertice in Australia. Ottiene il doppio disco di platino dalla Australian Recording Industry Association per la vendita di oltre 140 000 copie. In Nuova Zelanda entra in classifica alla numero 31, scendendo alla 35ª posizione la settimana successiva.

## Classifiche

### Classifiche settimanali
| Classifica (2016) | Posizione massima |
| ----------------- | ----------------- |
| Australia         | 1                 |
| Nuova Zelanda     | 31                |

### Classifiche di fine anno
| Classifica (2016) | Posizione |
| ----------------- | --------- |
| Australia         | 57        |